# SIMPLE法
SIMPLE法とはCFDにおいてナビエ–ストークス方程式を解くために広く使用されている数値解法の一つである。Semi-Implicit Method for Pressure Linked Equations (圧力連結方程式の半陰的解法) の略語である。
1970年代初頭にインペリアル・カレッジ・ロンドンの教授Brian Spaldingとその学生Suhas Patankarによって開発されて以来、このアルゴリズムは多くの研究者によってさまざまな種類の流れや伝熱の問題を解決するために広く使用されてきた。
CFDに関する多くの書籍で詳細に説明されている。修正版として、1979年に Patankar が導入したSIMPLERアルゴリズム（SIMPLE Revised）や、1984年の Van Doormal と Raithby によるSIMPLEC (SIMPLE consistent) がある。さらに、1986年の Issa によるPISO (pressure implicit with splitting of operators) アルゴリズムもSIMPLEアルゴリズムの改善拡張版と見ることができる。

## アルゴリズム
SIMPLE法は射影法の一種であり、アルゴリズムは反復法を採用している。解を更新する基本的な手順は以下の通り：
1. 境界条件を設定する．
2. 速度および圧力の勾配を計算する．
3. 離散化された運動方程式を解いて中間速度場を求める。
4. 各フェースにおける未修正の質量流速を計算する。
5. 圧力補正方程式を解き、各セルの圧力補正値を求める。
6. 圧力場を更新する： {\displaystyle p^{k+1}=p^{k}+{\text{urf}}\cdot p^{'};} ここで urf は圧力の不足緩和係数である。
7. 境界での圧力補正 {\displaystyle p_{b}^{'}} を更新する。
8. フェースの質量流速を修正する。 {\displaystyle {\dot {m}}_{f}^{k+1}={\dot {m}}_{f}^{*}+{\dot {m}}_{f}^{'}}
9. セルの速度を修正する。 {\displaystyle {\vec {v}}^{k+1}={\vec {v}}^{*}-{\frac {{\text{Vol}}\ \nabla p^{'}}{{\vec {a}}_{P}^{v}}}} ; ここで {\displaystyle {\nabla p^{'}}} は圧力補正値の勾配、{\displaystyle {{\vec {a}}_{P}^{v}}} は速度方程式を表す離散線形システムの中心係数のベクトル、Vol はセルの体積である。
10. 圧力変化による密度を更新する。

## References
1. ↑  Mangani, L.; Bianchini, C. (2007). Heat transfer applications in turbomachinery (PDF). Proceedings of the OpenFOAM International Conference 2007. 2016年3月16日閲覧。
2. ↑  Patankar, S. V. (1980). Numerical Heat Transfer and Fluid Flow. Taylor & Francis. ISBN 978-0-89116-522-4
3. ↑  FerzigerJ. H.; Peric, M. 著、小林敏雄, 谷口伸行, 坪倉誠 訳『コンピュータによる流体力学』シュプリンガー・フェアラーク東京、2003年、168-173頁。ISBN 4-431-70842-1。
4. ↑  Tannehill, J. C.; Anderson, D. A.; Pletcher, R. H. (1997). Computational Fluid Mechanics and Heat Transfer. Taylor & Francis. ISBN 9781560320463
5. 1 2  H. K. Versteeg; W. Malalasekera 著、松下洋介，齋藤泰洋，青木秀之，三浦隆利 訳『数値流体力学』（2版）森北出版、2011年、207-208頁。ISBN 978-4-627-91972-3。